# Pepe Jeans
Pepe Jeans é uma marca de vestuário fundada em 1973, em Londres, com sede em Sant Feliu de Llobregat, Espanha. O grupo, denominado atualmente All We Wear Group, tem 238 lojas em 54 países.